# Western Adur
Als Western Adur, West Adur, Western Adur River oder River Adur West wird der westliche Oberlauf des River Adur im Süden Englands bezeichnet.

## Verlauf
Der Western Adur fließt in der Grafschaft West Sussex. Er entspringt in der Nähe von Slinfold und fließt dann durch Coolham, Shipley und West Grinstead. Nahe Henfield trifft der Western Adur auf den Eastern Adur und bildet mit ihm den River Adur. Das Einzugsgebiet des Flusses wird vornehmlich landwirtschaftlich genutzt. Bei Shipley und West Grinstead durchläuft der Fluss die Ländereien der Knepp Castle mit dem Umweltprojekt Knepp Wildland, in dessen Rahmen die dortigen Abschnitte des Western Adurs renaturiert wurden. Das Flussbett des Western Adurs liegt auf Tonböden des Weald. Die Fließgeschwindigkeit ist höher als im Eastern Adur, bis etwa zur Bines Bridge südlich von West Grinstead ist der Fluss auch den Gezeiten unterworfen. Der Western Adur hat mehrere Nebenflüsse, die sich zu einem Großteil durch geringes Niedrigwasser auszeichnen und sich besonders durch Oberflächenabfluss nähren.
Am Hatterell’s Weir gibt es am Western Adur eine Pegelmessstation.